# Саутгейт (станція метро)
51°37′56″ пн. ш. 0°07′40″ зх. д. / 51.6323° пн. ш. 0.12783° зх. д.
Саутгейт (англ. Southgate) — станція лінії Пікаділлі Лондонського метро. Розташована у 4-й тарифній зоні, у районі Саутгейт, між станціями — Оуквуд та Арнос-гроув. Пасажирообіг на 2017 рік —  5.59 млн осіб.
- 13 березня 1933: відкриття станції.

## Пересадки
- На автобуси London Buses маршрутів: 121, 125, 298, 299, 382, W6, W9, 616, 628, 688, 699 та нічний маршрут N91.

## Послуги
| Попередня станція | Лінія | Лінія                            | Лінія | Наступна станція |
| ----------------- | ----- | -------------------------------- | ----- | ---------------- |
| Оуквуд            |       | Лондонське метро Лінія Пікаділлі |       | Арнос-гроув      |